# Wohn- und Wirtschaftsgebäude Winderswohlde 2
Das Wohn- und Wirtschaftsgebäude Winderswohlde 2 in der niedersächsischen Gemeinde Anderlingen, Ortsteil  Winderswohlde, wurde in der ersten Hälfte des 19. Jahrhunderts gebaut. Aktuell (2025) wird es zum Wohnen und landwirtschaftlich genutzt.
Das Gebäude steht unter Denkmalschutz (siehe auch Liste der Baudenkmale in Anderlingen).

## Geschichte und Beschreibung
Die Gemeinde Anderlingen wurde erstmals im 12. Jahrhundert erwähnt. Winderswohlde bestand um 1500 nur aus einer Hofstelle.
Das eingeschossige traufständige Gebäude als Zweiständer-Hallenhaus in Fachwerk mit Steinausfachungen und Walmdach sowie Grooter Door wurde in der ersten Hälfte des 19. Jahrhunderts gebaut. Das kleine Haus blieb weitgehend im ursprünglichen Zustand erhalten. Es steht am Rande eines großen modernen landwirtschaftlichen Betriebes.
Das Landesdenkmalamt befand u. a.: „… ein regionstypisches Hallenhaus der ersten Hälfte des 19. Jahrhunderts in Zweiständerkonstruktion … .“